# Eichborn (Adelsgeschlecht)

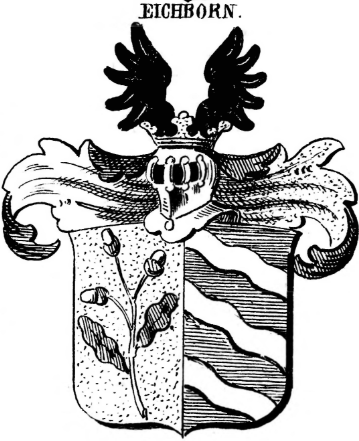
Stammwappen derer von Eichborn

Eichborn ist der Name eines preußischen Adelsgeschlechts.

## Geschichte
Die Stammreihe beginnt mit Johannes Mauritius (Moritz) († 28. Juli 1674 in Herborn). Ab 1813 nannte sich das Geschlecht Moriz-Eichborn, da Johann Wolfgang Moriz (1762–1837) 1794 Juliane Friederike (1775–1832), die einzige Tochter des Johann Friedrich Eichborn (1742–1813) geheiratet hatte und nach dem Tod des Schwiegervaters eine landesherrliche Genehmigung zum vereinten Familiennamen erhielt und die Firma weiterführte. Der Schwiegervater war Neffe und Erbe des ersten Bankiers Schlesiens sowie Hofbankiers Friedrichs des Großen, von Johann Ludwig Eichborn (1699–1772), des Sohnes eines Sattlermeisters sowie Enkels eines Metzgers und Gastwirts aus Landau in der Pfalz. Johann Ludwig Eichborn hatte gegen 1722 seine Heimat verlassen und war in Breslau eingewandert. Dort hatte er 1728 unter seinem Namen ein Speditions-, Kommissions- und Wechselgeschäft gegründet und war 1736 als Großkaufmann an der Breslauer Börse aufgenommen worden. Im gleichen Jahr war sein Bruder Matheus Eichborn als Kompagnon in die Firma eingetreten, die dann „Johann Ludwig und Matheus Eichborn“ und von 1766 bis zum kriegsbedingten Verlassen Breslaus 1945 „Eichborn & Co.“ hieß. Ein 1951 unternommener Versuch, in Nürnberg unter der gleichen Firma ein Bankgeschäft zu betreiben, schlug 1956 fehl.
Louis Eichborn, Kreisdeputierter im Reichenbacher Kreis (1874–1880), ältester Sohn des verstorbenen Geheimen Kommerzienrats und Chefs des Breslauer Bankhauses Eichborn, Johann Wolfgang Moriz-Eichborn (1762–1837), wurde anlässlich der Huldigung der preußischen Landstände vor Friedrich Wilhelm IV. in Berlin am 15. Oktober 1840 als von Eichborn in den preußischen Adelsstand erhoben.

## Besitzungen
Die Familie besitzt oder besaß u. a. folgende Güter:
- Schloss Güttmannsdorf (polnisch: Pałac w Dobrocinie) in Güttmannsdorf (polnisch: Dobrocin), ehemals Landkreis Reichenbach, Schlesien
- Johanniterburg Kühndorf in Kühndorf, Thüringen[5]
- Schloss Friesenhausen in Friesenhausen, Ortsteil der Gemeinde Aidhausen im Landkreis Haßberge, Unterfranken
- Wasserburg Schwickershausen, Ortsteil der Gemeinde Grabfeld in Thüringen

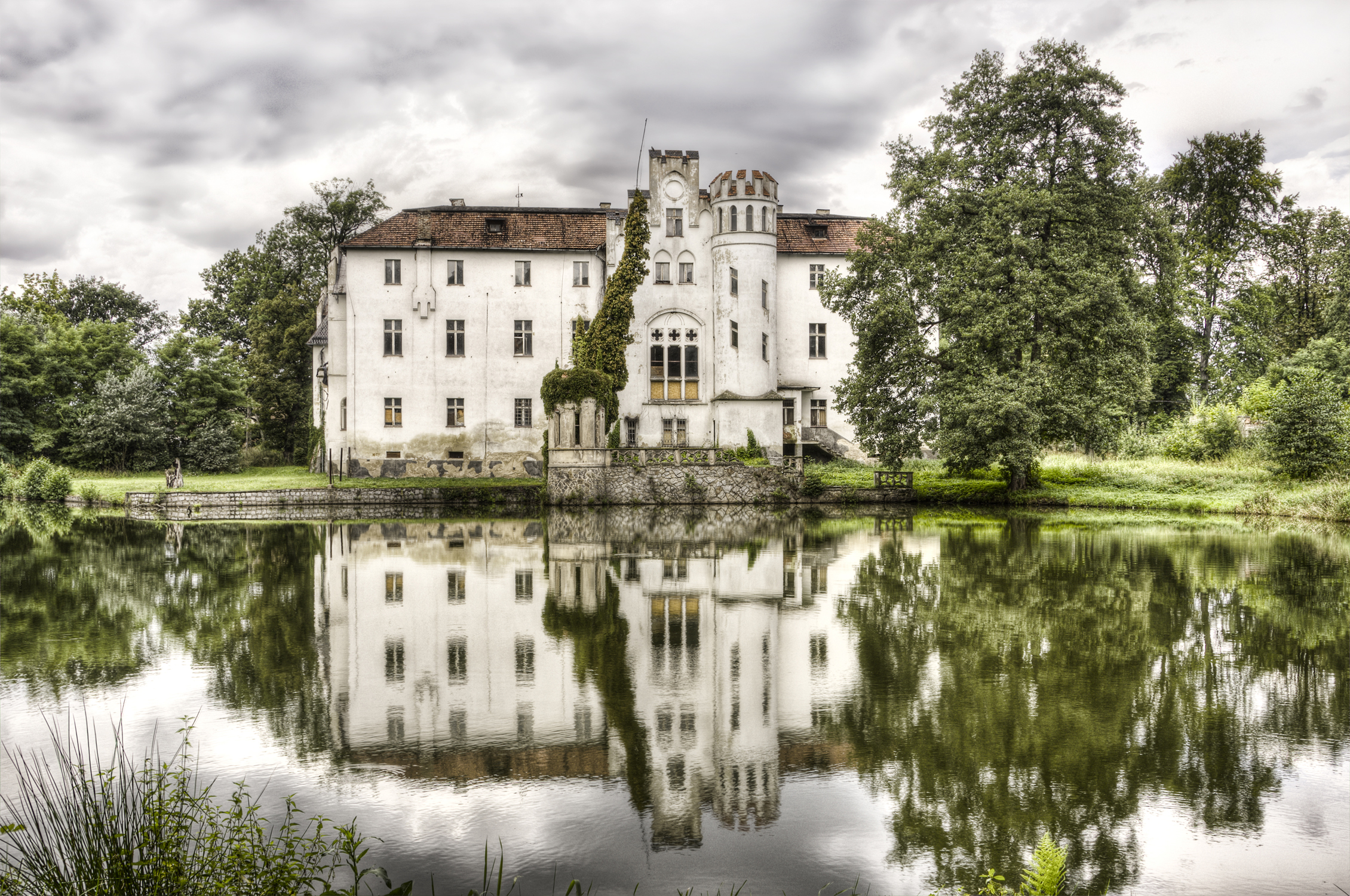
Schloss Güttmannsdorf
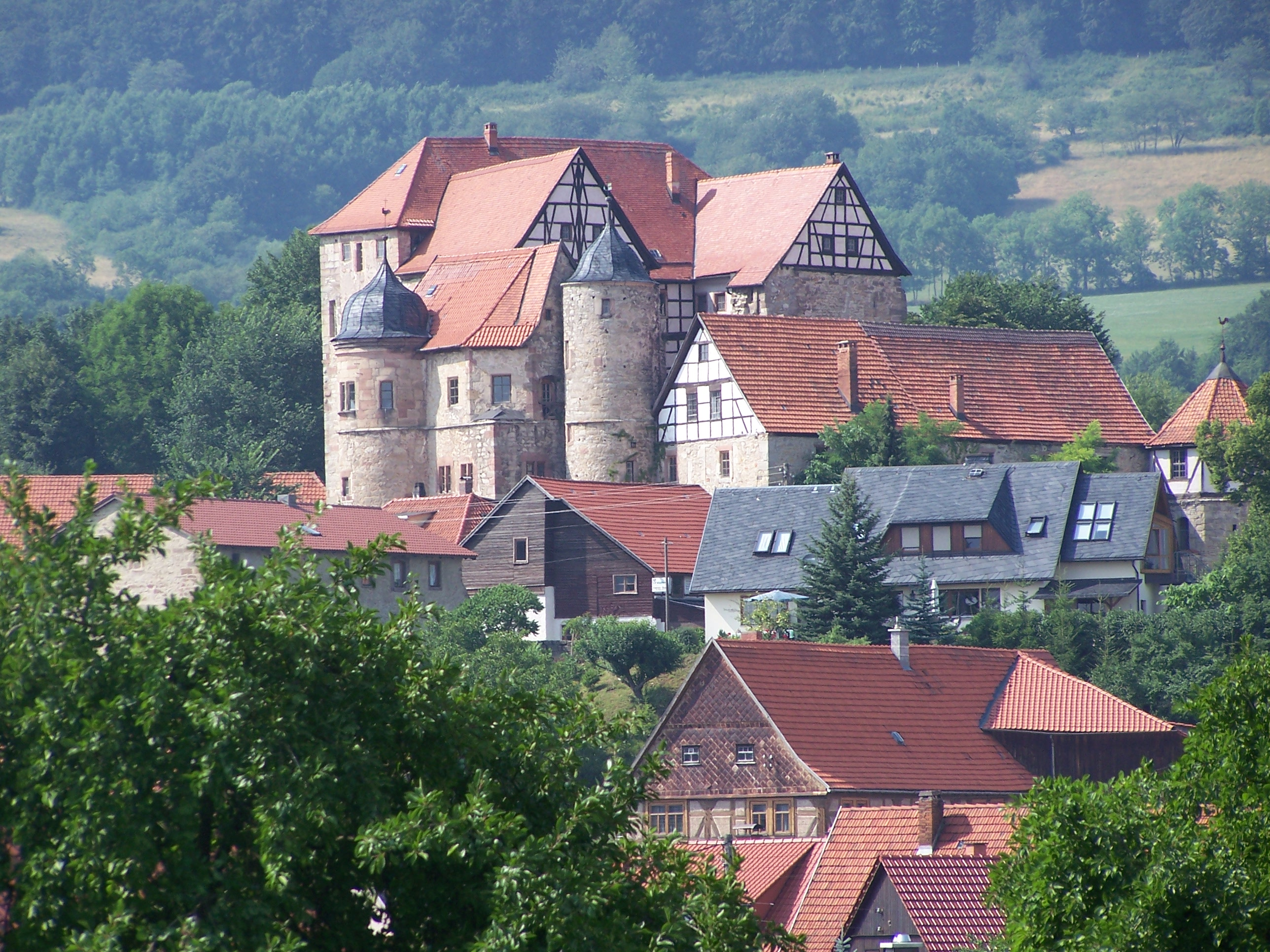
Johanniterburg Kühndorf
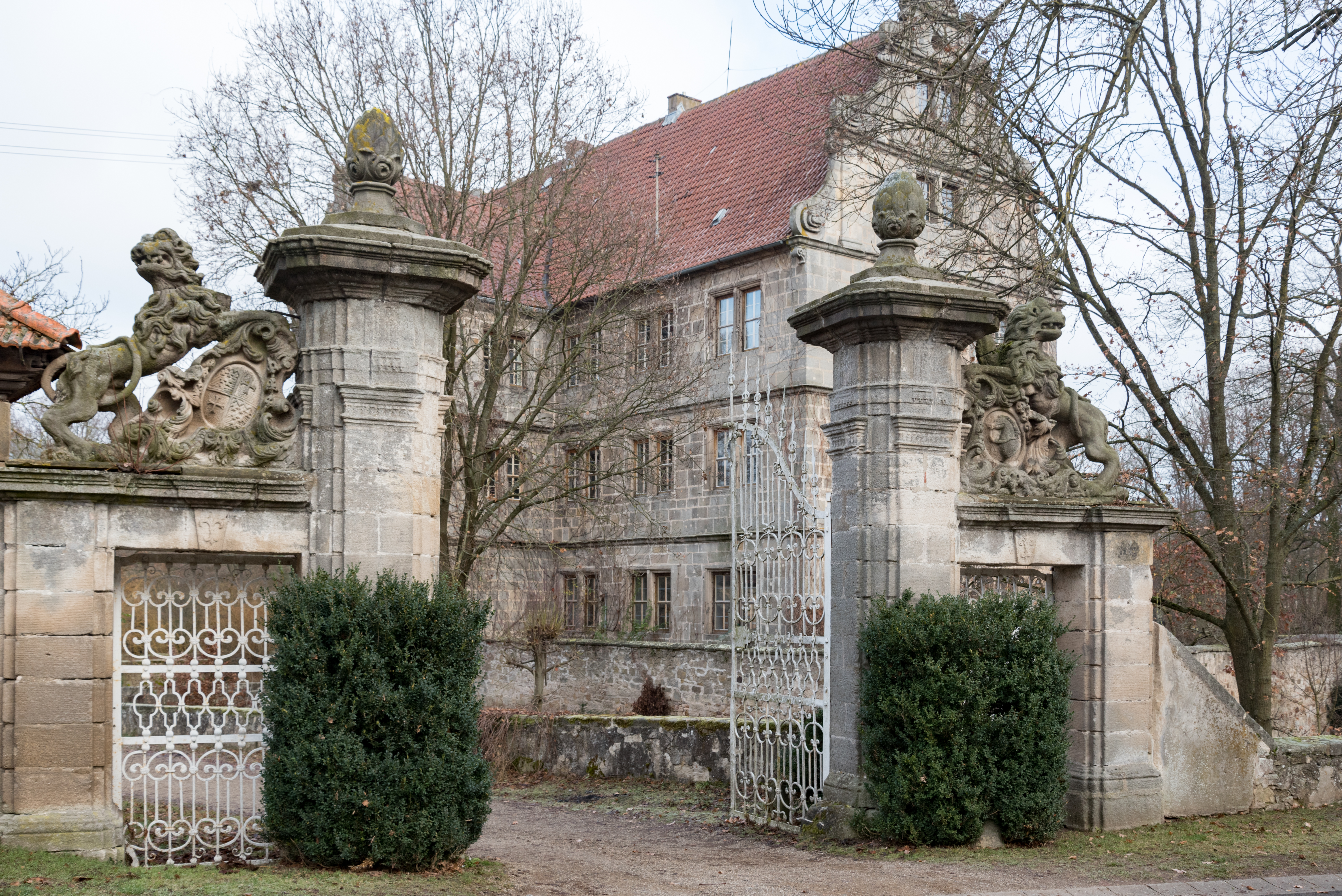
Schloss Friesenhausen
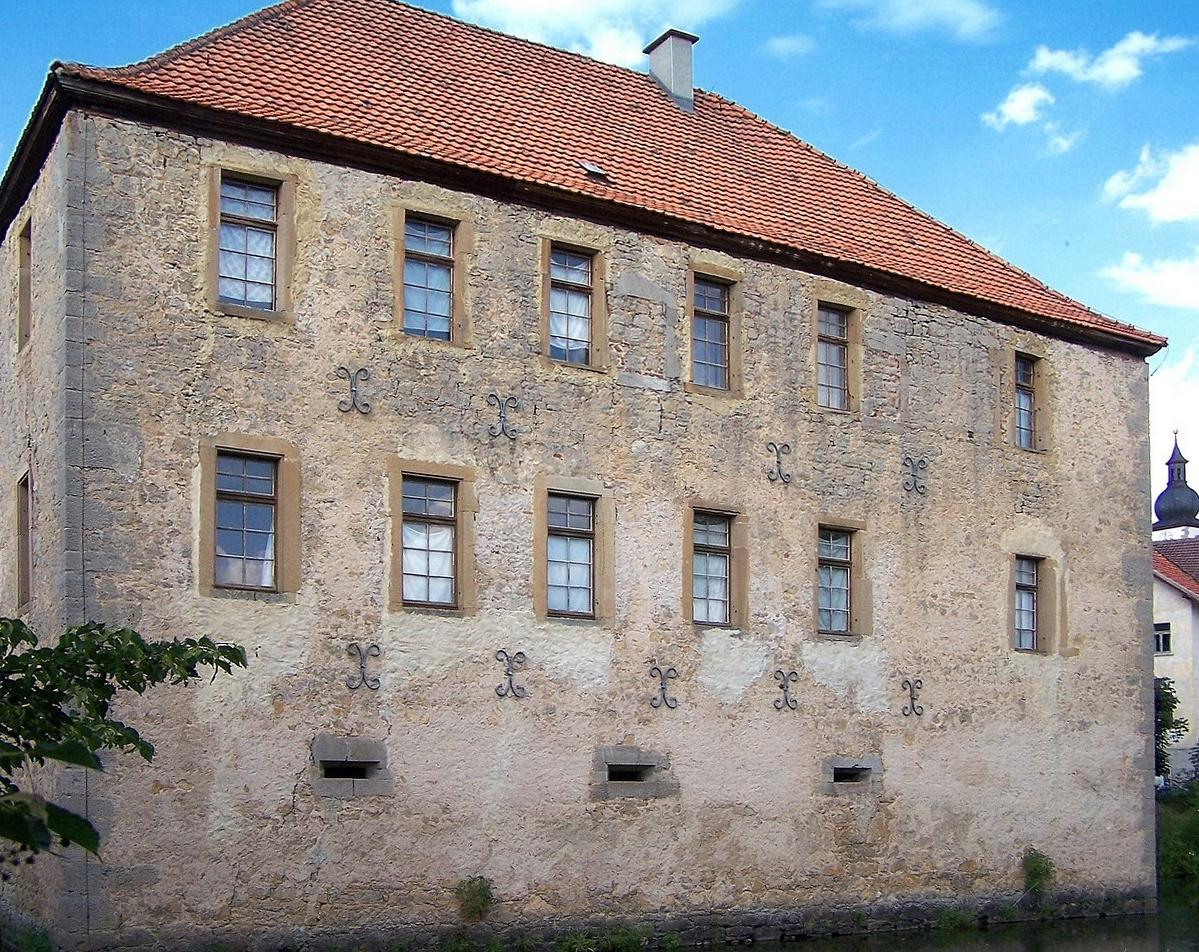
Wasserburg Schwickershausen

Weiterer (ehemaliger) Besitz:
- Bankhaus Eichborn & Co., Nürnberg
- Eichborn Verlag, Frankfurt/Main, Köln

## Wappen

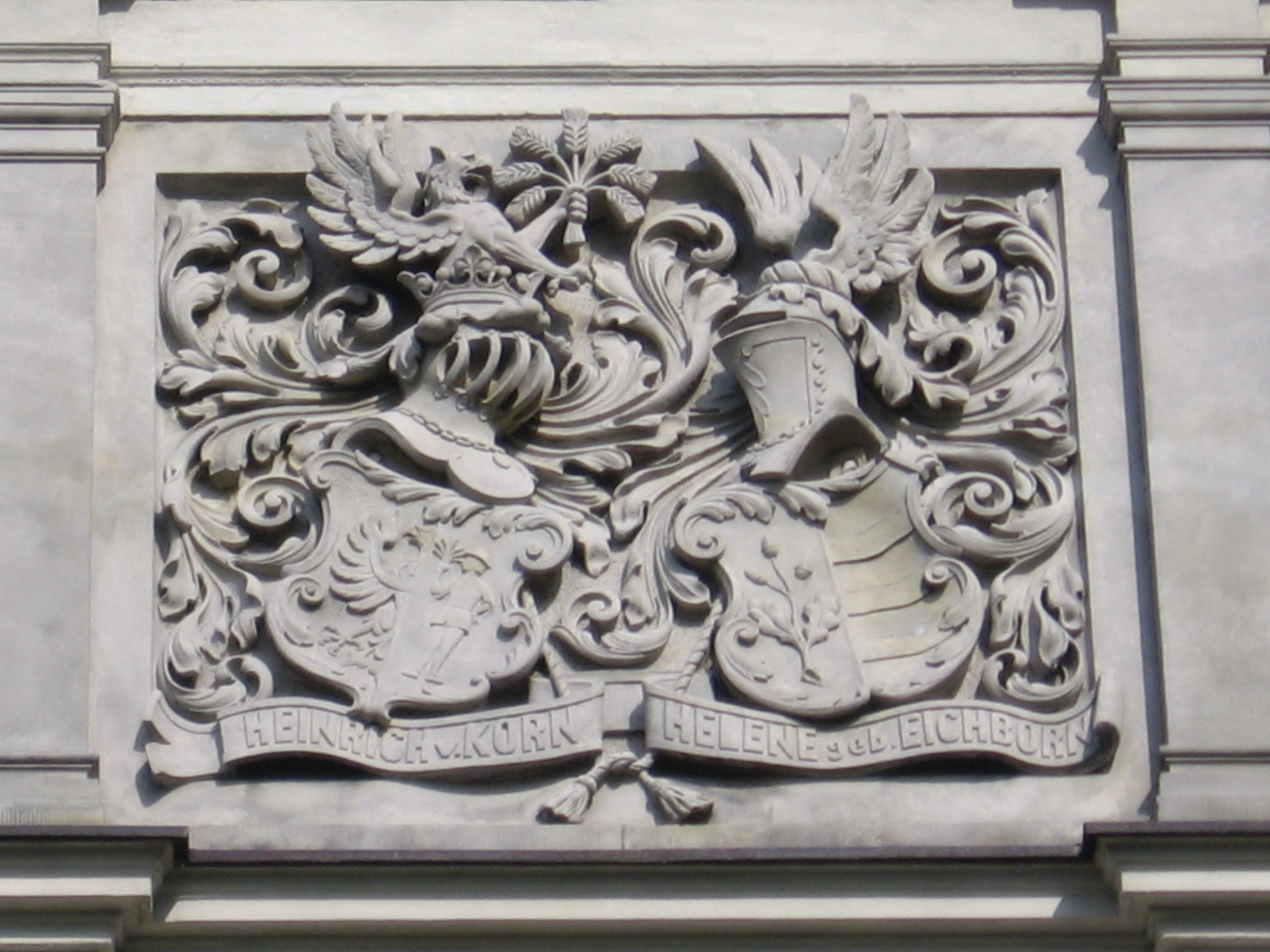
Wappen von Heinrich von Korn und Helena Eichborn auf der Vorderseite ihres Palastes in Pawłowice, Polen

Das Wappen ist gespalten, rechts in Gold ein zweiblätteriger grüner Eichenzweig mit drei  grünen Eicheln, links in Blau drei silberne Querströme. Auf dem gekrönten Helm mit blau-goldenen Decken ein offener, rechts goldener, links blauer Adlerflug.

## Bekannte Familienmitglieder
- Louis Eichborn (1812–1882), deutscher Bankier
- Hermann Ludwig Eichborn (1847–1918), deutscher Musiker, Komponist und Autor
- Reinhart von Eichborn (1911–1990), deutscher Jurist, Lexikograph und Verleger; Zeuge in Untersuchungen zum Massaker von Katyn sowie Verfasser des „Großen Eichborns“, eines deutsch-englischen Wirtschaftslexikons
- Vito von Eichborn (1943–2023), deutscher Verleger
- Wolfgang von Eichborn (* 1948), deutscher Bundesrichter